# 546

## Догађаји
- 17. децембар — Пљачка Рима 546. После скоро једногодишње опсаде, заробљавања житне флоте коју је послао прогнани папа Вигилије близу ушћа Тибра и неуспеха трупа Византијског царства под Велизаром да ослободе град, Остроготи под краљем Тотилом пљачкају Рим и уништавају његов. Затим се повлачи у Апулију (Јужна Италија).
- Зима – Папа Вигилије стиже у Цариград, да се састане са царем Јустинијаном I. Тотила шаље будућег папу Пелагија да преговара са Јустинијаном.
- Аудоин убија и наслеђује Валтарија као краљ Лангобарда.
- Аудоин прима субвенције од цара Јустинијана I, како би га охрабрио да се бори против Гепида у Карпатским планинама.
- Аудоин води Лангобарде преко Дунава у Панонију, и постаје савезник Византинаца.
- 5. мај – Након победе Калакмула током Првог Тикал-Калакмулског рата, Ај Восал Цхан К'иницх је постављен за новог владара мајанског града државе Нарањо у Гватемали и владао је до своје смрти 615. године.
- Базилику Сан Витале (Равена) је завршио епископ Максимијан Равенски, током Византијског егзархата у Равени.
- Епархија Бангор је основана у велшком краљевству Гвинед, а Деиниол је посвећен за првог епископа.